# Wojska pancerne Grecji (do 1941)
Wojska pancerne Grecji do 1941 roku

## Historia
W latach 1919–1920 władze greckie próbowały zakupić od Francji 25-30 lekkich czołgów FT-17. Jednakże z powodu zaangażowania Grecji w konflikt zbrojny z Turcją dostawa przez Francuzów została zablokowana. Na pocz. lat 20. podpisano umowę z Wielką Brytanią na dostawę kilku używanych samochodów pancernych Peerlees, wycofanych z Irlandii. Były one używane przez policję. Brały udział w kilku zamachach stanu w Grecji. W 1923 roku zostało dostarczonych 10 opancerzonych samochodów ciężarowych Peerlees, które zostały wycofane ze służby do 1936 r. W 1926 r. greckie ministerstwo wojny planowało sformować pułk pancerny. Doszło do prac koncepcyjnych, zakupiono nawet we Francji 1 czołg FT-17, który przeznaczono do prób technicznych, ale do utworzenia oddziału wojskowego ostatecznie nie doszło. Pod koniec lat 20. doszło do zakupu we Włoszech lekkiego czołgu Fiat 3000, który stanowił zmodyfikowaną wersję FT-17. W latach 1929–1930 Grecja otrzymała wreszcie 10 czołgów FT-17. Natomiast w latach 1930-1931 do Grecji przybyły 2 brytyjskie tankietki Vickers Carden Loyd Mark VI z transporterami do nich oraz 2 czołgi lekkie Vickers 6 ton Mark E w wersji A i B (jeden był uzbrojony w dwa karabiny maszynowe, zaś drugi w karabin maszynowy i działko 47 mm). Grecki sprzęt pancerny zgrupowano w Batalionie Pancernym. W latach 30. armia grecka testowała różne typy transporterów, ale żadne z nich nie zostały zakupione. W II poł. lat 30. zamówiono kilka ciężkich samochodów pancernych ADGZ, ale po Anschlussie Austrii przez wojska niemieckie 12 marca 1938 r. do dostawy nie doszło. Podobna sytuacja miała miejsce w przypadku zamówienia w 1937 r. we Francji lub Wielkiej Brytanii 14 lekkich czołgów. Podczas walk z Włochami w 1940 r. Grecy zdobyli ponad 45 tankietek CV33/3, z których użyli bojowo co najmniej 35. Włączono je do Zmotoryzowanego Pułku Kawalerii. Część źródeł mówi też o przejęciu 1 lub 2 średnich czołgów M13/40, ale nie wiadomo, co się z nimi działo. W grudniu 1940 r. w Atenach powstała szkoła pancerna. W momencie zaatakowania Grecji przez Niemcy 6 kwietnia 1941 r. większość greckiego sprzętu pancernego była zgrupowana w lekkim batalionie pancernym, wchodzącym w skład sformowanej w poł. stycznia 1941 r. 19 Dywizji Zmotoryzowanej. Liczyła ona ok. 8,5 tys. żołnierzy. Brytyjczycy krótko przed kampanią przerzucili do Grecji 100 lekkich transporterów opancerzonych Vickers Bren Carrier, z których 77 zasiliło 19 Dywizję Zmotoryzowaną. 14 utworzyło kompanię szkoleniową, zaś w stosunku do pozostałych 9 brak jest informacji. Władze brytyjskie obiecały również dostarczyć Grekom pewną liczbę lekkich czołgów Mk. VI w wersji B i 40 ex-holenderskich tankietek Vickers Carden Loyd Mark VI, ale ostatecznie do tego nie doszło.

## 19 Dywizja Zmotoryzowana
- 191 pułk zmotoryzowany
- 192 pułk zmotoryzowany
- 193 pułk zmotoryzowany
- batalion pancerny
- 19 zmotoryzowana grupa artylerii (8 dział 75 mm)
- 19 zmotoryzowana grupa artylerii przeciwlotniczej (4 działka 37 mm i 4 działka 20 mm)
- 19 zmotoryzowana grupa artylerii przeciwpancernej (8 działek 47 mm)
- 19 zmotoryzowana grupa karabinów przeciwpancernych
- Grupa artylerii górskiej (8 haubic 75 mm)
- zmotoryzowana bateria artylerii (4 działa 75 mm – dostarczone przez Brytyjczyków)
- 19 zmotoryzowana grupa rozpoznawcza
- 19 kompania saperów
- 19 kompania łączności
- Oddział Krússia (dołączony do dywizji)